# Cajo
Das Projekt cajo ist eine kleine, freie Java-Klassen-Bibliothek. Sie ermöglicht die Kooperation zwischen mehreren virtuellen Maschinen. Das Ziel ist die Vereinfachung des Gebrauchs von RMI.
Erreicht werden soll die Vereinfachung gegenüber RMI wie folgt.
1. Im Gegensatz zu RMI werden keine expliziten Schnittstellen definiert.
2. Es wird kein RMI-Compiler benötigt, statt Code zu generieren, werden Aufrufe zur Laufzeit via Reflexion durchgeführt.

Da mit Einführung von Java 5.0 ebenfalls kein RMI-Compiler nötig ist, sollte diese API zunehmend an Bedeutung verlieren.

## Code-Beispiel
Das folgende Beispiel zeigt einen einfachen Server, der einfach nur die Zeichenkette „Hallo Client“ an den Client überträgt, wobei der Name des Clients per Parameter übergeben wird. Die Methode main startet den Server.
```
import
 
gnu.cajo.invoke.Remote
;

import
 
gnu.cajo.utils.ItemServer
;

public
 
class
 
MyServer
 
{

    
public
 
String
 
hallo
(
String
 
client
)
 
{

        
return
 
"Hallo "
 
+
 
client
;

    
}

    
public
 
static
 
void
 
main
(
String
 
args
[]
)
 
{

        
try
 
{

            
Remote
.
config
(
null
,
 
1198
,
 
null
,
 
0
);

            
ItemServer
.
bind
(
new
 
MyServer
(),
 
"einName"
);

        
}
 
catch
(
Exception
 
e
)
 
{

            
e
.
printStackTrace
();

        
}

    
}

}

```

Der dazu passende Client könnte so aussehen, wobei serverHost der Name der Maschine ist, auf der der Server läuft:
```
import
 
gnu.cajo.invoke.Remote
;

public
 
class
 
SomeClient
 
{

    
public
 
static
 
void
 
main
(
String
 
args
[]
)
 
{

        
try
 
{

            
Object
 
server
 
=
 
Remote
.
getItem
(
"//serverHost:1198/einName"
);

            
String
 
s
 
=
 
(
String
)
Remote
.
invoke
(
server
,
 
"hallo"
,
 
"Wiki"
);

            
System
.
out
.
println
(
s
);

        
}
 
catch
(
Exception
 
e
)
 
{

            
e
.
printStackTrace
();

        
}

    
}

}

```

Dieses Client-Programm würde „Hallo Wiki“ ausgeben.

## Eigenschaften
Wie am Beispiel erkennbar ist, hat der Verzicht auf eine explizite Schnittstelle den Nachteil, dass der Code des Clients etwas schwerer lesbar ist. Statt wie bei Verwendung einer RMI-Schnittstelle zu schreiben server.hallo("Wiki") wird geschrieben Remote.invoke(server, "hallo", "Wiki").
Der Verzicht auf die Erzeugung von clientseitigem Stub- und serverseitigem Skeleton-Code ist seit Java 5 auch bei Verwendung von RMI ebenfalls möglich, so dass der zweite Vorteil nicht mehr bedeutend ist.
Der Quelltext ist unter der LGPL (v3 oder später) verfügbar.
Am 5. August 2005 vergab die Organisation IANA nach mehr als einem Jahr und ausführlicher Kontrolle dem Projekt cajo die offizielle Portnummer 1198.